# François Allain-Targé
François Henri René Allain-Targé, född 17 maj 1832, död 16 juli 1902, var en fransk politiker.
Allain-Targé var prefekt i Bordeaux 1870-71, medlem av deputeradekammaren 1876-89, finansminister i Léon Gambettas ministär 1881-82, inrikesminister i Henri Brissons ministär april-december 1885. Oppositionsman till sin läggning hörde Allain-Targé politiskt till den yttersta vänstern. Han kom tidigt i kontakt med Gambetta, tillsammans med vilken han 1868 startade tidskriften Revue politique, som inte blev mer än några månader gammal. Längre fram deltog han i grundandet av publikationen République française, i vilken han flitigt medarbetade, särskilt i ekonomiska frågor.